# ГЭС Барра-Бонита

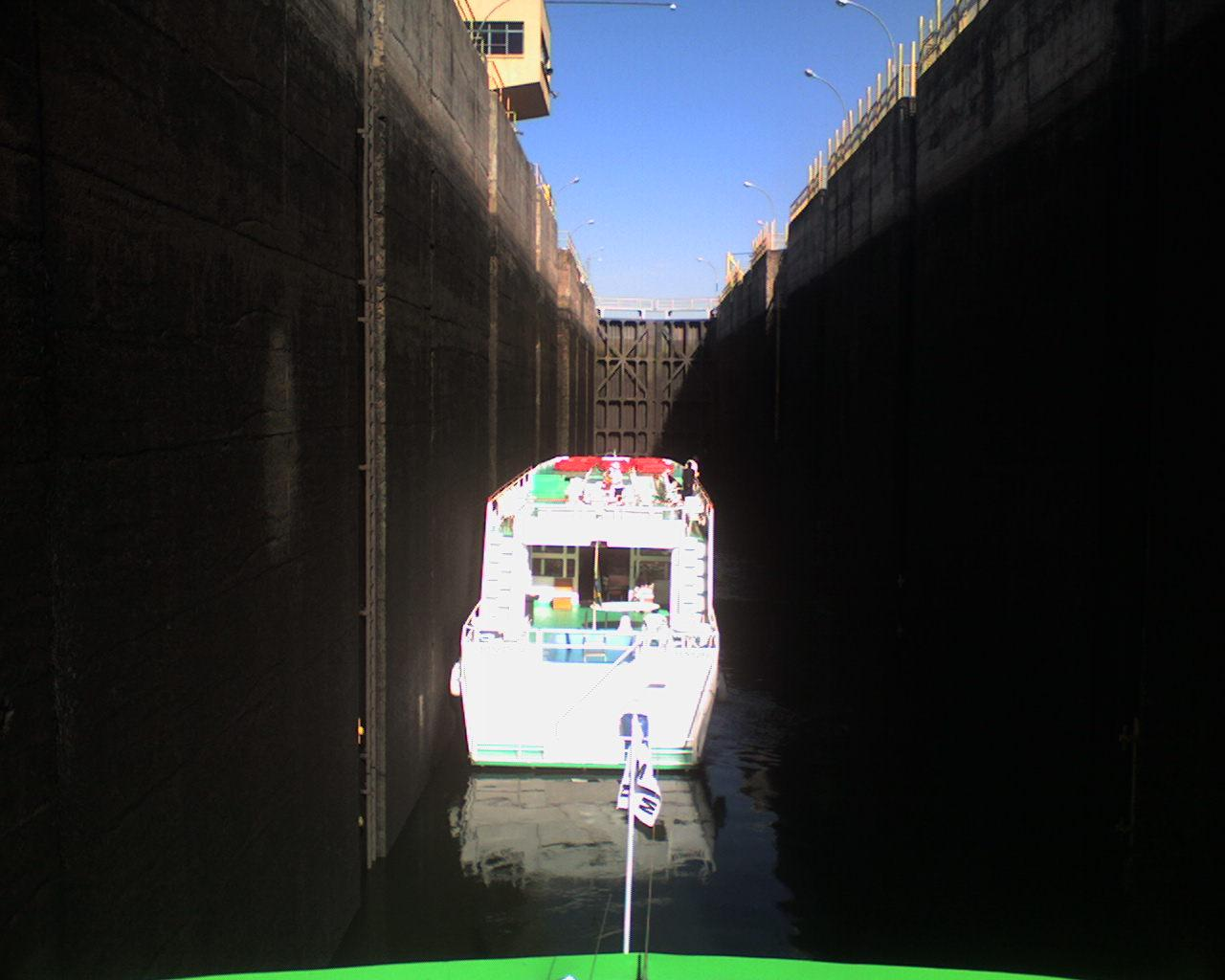
Судно в шлюзовой камере гидроузла.

ГЭС Барра-Бонита (порт. Barra Bonita) — гидроэлектростанция в муниципалитете Барра-Бонита Бразилии с установленной мощностью 140,76 МВт, расположена на притоке Параны реке Тиете.

## Общие характеристики
Основные сооружения ГЭС в себя включают:
- гравитационную плотину общей длиной 480 м;
- водосбросная часть плотины общей пропускной способностью 4530 м³/сек;
- машинный зал с четырьмя генераторами по 35,19 МВт;
- однониточный шлюз с камерой 142×12×3,5 м пропускной способностью 10 млн т.

Плотина ГЭС сформировала водохранилище, которое на отметке 451,5 м НУМ имеет площадь 310 км2. Допускается сработка водоема до 439,5 м, полный объем водохранилища составляет 3,622 км³, полезный объем — 2,566 км³. На 2012 год, верхний бьеф ГЭС является наиболее дальней точкой на реке Тиете, доступной для крупнотоннажных судов.

## Водохранилище Барра-Бонита
Водохранилище Барра-Бонита было сформировано в 1963 году после строительства одноименного гидроузла и в 2012 году является первым по течению реки Тиете регулирующим её сток водоёмом со значительной площадью. Проточность водохранилища зависит от сезона и изменяется от 30 дней летом (декабрь−февраль) до 90 дней зимой. В ходе сезонного регулирования стока уровень водоёма изменяется на 12 м, максимальная глубина достигает 25 м, средняя глубина — 10,2 м. В связи с интенсивной хозяйственной деятельностью в пределах водосбора площадью 32 330 км2 в водоём поступает значительное количество неочищенных стоков.

## Интересные факты
- в муниципалитете Барра-Бонита Бразилии открыто крупное одноименное месторождение природного газа (месторождение газа Барра-Бонита).[3]